# Stirlingia
- Commons
- Wikispecies

Stirlingia é um género botânico pertencente à família Proteaceae.